# 阿拉希勒·格雷斯·阿比米库
阿拉希勒·格雷斯·阿比米库（Alash'le Grace Abimiku），是尼日利亚人类病毒学研究所国际卓越研究中心的执行主任和马里兰大学医学院的病毒学教授。

## 早期生涯
阿比米库出生于尼日利亚。她在阿马杜贝洛大学学习微生物学。之后她考入英国伦敦卫生与热带医学学院，1983年获得硕士学位，1998年获得博士学位。在那里，她专门研究逆转录病毒学和空肠弯曲菌疾病治疗。

## 科研生涯
在获得博士学位后，阿比米库在美国国家癌症研究所跟随罗伯特·加洛从事博士后研究。在那里，她促成了一系列与尼日利亚的科学家及马里兰大学医学院研究人员之间的合作。
加洛和阿比米库在尼日利亚乔斯开设了国际科学文化中心--世界实验室艾滋病研究中心。阿比米库曾计划分离出一种特定的艾滋病毒菌株，此外她还专注于基本筛查和社区教育。最终，她成功分离了在尼日利亚流行的HIV菌株，确定它是与HIV G亚型相关的非B亚型。阿比米库呼吁将非洲菌株纳入艾滋病疫苗研究中。2004年，她利用总统艾滋病紧急救援计划（PEPFAR）的资金支持，帮助与尼日利亚建立起伙伴关系。她的贡献包括艾滋病毒的分子流行病学和亚型及抗性的演变、艾滋病毒流行病学研究团队建设以及特定病毒的流行病学。
尼日利亚是遭受结核病和HIV严重影响的地区之一，当地病人易患空气传播的耐多药结核病。2010年，阿比米库和尼日利亚人类病毒学研究所开设了一个三级生物安全水平的实验室，这是非洲首家以研究耐多药结核病的BSL-3实验室。该实验室为集装箱式负压实验室，带有预过滤器以抵御干燥和尘土，具备评估极端耐药结核病（XDRTB）的能力。该实验室符合联合国艾滋病规划署制定的90-90-90目标，并能积极参与早期诊断。
2012年，阿比米库开发了一个国际生物和环境储存库（IBSER），用于处理和储存生物样本。该储存库得到了美国国立卫生研究院非洲人类遗传与健康（H3 Africa）计划的支持，该计划由查尔斯·罗蒂米首倡发起。
此前由PEPFAR承担的照顾HIV感染者的工作开始逐步转移到尼日利亚当地政府与本土组织，其中尼日利亚人类病毒学研究所也在支持这一项工作职权的转变。2018年，她与同行共同创立了设置于尼日利亚人类病毒学研究所的国际卓越研究中心。该中心将致力于培养非洲科学家的科研能力以促进国家的医疗研究技术。

## 社会活动
阿比米库是开普敦大学和世界卫生组织咨询小组的成员，并参与制定非洲医疗研究与发展蓝图。她曾担任非洲检验医学会董事会主席，以及尼日利亚医学研究所董事会成员。她曾在世界卫生组织担任过HIV疫苗咨询委员会的成员。她还在惠康基金会担任纵向人口研究委员会委员。